# Codici ICAO N

## NC - Isole Cook
- NCAI (Codice IATA = AIT) Aeroporto civile, Aitukaki
- NCAT (Codice IATA = AIU) Aeroporto civile, Atiu Island
- NCGO (Codice IATA = MGS) Aeroporto civile, Mangaia Island
- NCMG Aeroporto civile, Mangaia
- NCMH Aeroporto civile, Manihiki
- NCMK Aeroporto civile, Mauke
- NCMN Aeroporto civile, Manuae
- NCMR (Codice IATA = MOI) Aeroporto civile, Mitiaro Island
- NCMX (Codice IATA = MUK) Aeroporto civile, Mauke Island
- NCNS Aeroporto civile, Nassau
- NCPK Aeroporto civile, Pukapuka Ulu-o-te-Watu
- NCPM Aeroporto civile, Palmerston
- NCPY (Codice IATA = PYE) Aeroporto civile, Penrhyn Island
- NCRG (Codice IATA = RAR) Aeroporto Rarotonga International Airport, Avarua
- NCRK Aeroporto civile, Rakahanga
- NCS Aeroporto civile, Nassau
- NCSW Aeroporto civile, Suwarrow

## NF - Figi, Tonga
- NFBC Aeroporto civile, Beach Comber Island, Figi
- NFBG Aeroporto civile, Biaugunu, Figi
- NFCI (Codice IATA = ICI) Aeroporto civile, Cicia, Figi
- NFCN Aeroporto civile, Club Naitashi, Figi
- NFCS (Codice IATA = CST) Aeroporto civile, Castaway Island, Figi
- NFFA (Codice IATA = BFJ) Aeroporto civile, Ba, Figi
- NFFN (Codice IATA = NAN) Aeroporto civile, Nandi, Figi
- NFFO (Codice IATA = PTF) Aeroporto civile, Malolo Lailai, Figi
- NFFR (Codice IATA = RBI) Aeroporto civile, Rabí, Figi
- NFHO Aeroporto Caaf Ho, Nandi Air Base, Figi
- NFKB Aeroporto civile, Kaibu Island, Figi
- NFKD (Codice IATA = KDV) Aeroporto civile, Kandavu, Figi
- NFMA (Codice IATA = MNF) Aeroporto civile, Mana Island, Figi
- NFMO (Codice IATA = MFJ) Aeroporto civile, Moala, Figi
- NFNA Aeroporto International, Nausori, Figi
- NFNB (Codice IATA = LEV) Aeroporto civile, Bureta Airport, Figi
- NFND Aeroporto civile, Deumba, Figi
- NFNG (Codice IATA = NGI) Aeroporto civile, Ngau Island, Figi
- NFNH Aeroporto civile, Lauthala Island, Figi
- NFNK (Codice IATA = LKB) Aeroporto civile, Lakemba, Figi
- NFNL Aeroporto civile, Lambasa, Figi
- NFNM Aeroporto civile, Matei, Figi
- NFNO (Codice IATA = KXF) Aeroporto civile, Koro Island, Figi
- NFNR (Codice IATA = RTA) Aeroporto civile, Rotuma Island, Figi
- NFNS (Codice IATA = SVU) Aeroporto civile, Savu Savu, Figi
- NFNT Aeroporto civile, Newtown Beach, Figi
- NFNU (Codice IATA = BVF) Aeroporto civile, Bua, Figi
- NFNV (Codice IATA = VAU) Aeroporto civile, Vatukoula, Figi
- NFNW (Codice IATA = KAY) Aeroporto civile, Wakaya Island, Figi
- NFOF Aeroporto civile, Fidji, Figi
- NFOL (Codice IATA = ONU) Aeroporto civile, Ono-I-Lau, Figi
- NFRS Aeroporto civile, Treasure Is, Figi
- NFSU (Codice IATA = SUV) Aeroporto Nausori International, Suva, Figi
- NFSW Aeroporto civile, Yasawa Island, Figi
- NFTE (Codice IATA = EUA) Aeroporto civile, ʻEua, Tonga
- NFTF (Codice IATA = TBU) Aeroporto FUA'AMOTU INTERNATIONAL, Nuku'alofa - Tongatapu, Tonga
- NFTL (Codice IATA = HPA) Aeroporto civile, Haʻapai, Tonga
- NFTN Aeroporto civile, Nukuʻalofa, Tonga
- NFTO (Codice IATA = NFO) Aeroporto civile, Niuafo'ou, Tonga
- NFTP (Codice IATA = NTT) Aeroporto civile, Niuatoputapu, Tonga
- NFTR Aeroporto civile, Treinta Y Tres - Treasure Island, Figi
- NFTV (Codice IATA = VAV) Aeroporto civile, Vava'u Lupepau'u, Tonga
- NFUL Aeroporto civile, Nanuya Levu, Figi
- NFVB (Codice IATA = VBV) Aeroporto civile, Vanuabalavu, Figi
- NFVL (Codice IATA = VTF) Aeroporto civile, Vatulele, Figi

## NG - Tuvalu, Kiribati
- NGAB (Codice IATA = ABF) Aeroporto civile, Abalang, Kiribati
- NGBR (Codice IATA = BEZ) Aeroporto civile, Beru, Kiribati
- NGFO Aeroporto civile, Nanumea, Tuvalu
- NGFU (Codice IATA = FUN) Aeroporto Funafuti International, Funafuti Atol, Tuvalu
- NGKT Aeroporto civile, Kuria, Tuvalu
- NGMA (Codice IATA = MNK) Aeroporto civile, Maiana, Kiribati
- NGMK (Codice IATA = MZK) Aeroporto civile, Marakei, Kiribati
- NGMN (Codice IATA = MTK) Aeroporto civile, Makin Island, Kiribati
- NGNU (Codice IATA = NIG) Aeroporto civile, Nikunau, Kiribati
- NGON (Codice IATA = OOT) Aeroporto civile, Onotoa, Kiribati
- NGTA (Codice IATA = TRW) Aeroporto BONRIKI INT'L, Tarawa, Kiribati
- NGTB (Codice IATA = AEA) Aeroporto civile, Abemama Atoll, Kiribati
- NGTE (Codice IATA = TSU) Aeroporto civile, Tabiteuea South, Kiribati
- NGTE (Codice IATA = TBF) Aeroporto civile, Tabiteuea North, Kiribati
- NGTM (Codice IATA = TMN) Aeroporto civile, Tamana, Kiribati
- NGTO (Codice IATA = NON) Aeroporto civile, Nonouti, Kiribati
- NGTR (Codice IATA = AIS) Aeroporto civile, Arorae Island, Kiribati
- NGTS (Codice IATA = TSU) Aeroporto civile, Tabiteuea South, Kiribati
- NGTU (Codice IATA = BBG) Aeroporto civile, Butaritari, Kiribati
- NGUK (Codice IATA = AAK) Aeroporto di Aranuka, Aranuka, Kiribati

## NI - Niue
- NIUE (Codice IATA = IUE) Aeroporto civile, Alofi-Niue Island

## NL - Wallis e Futuna
- NLWF (Codice IATA = FUT) Aeroporto Pointe Vele, Maopoopo - Ile Futuna
- NLWW (Codice IATA = WLS) Aeroporto Hihifo, Wallis Island
- NVVF (Codice IATA = FTA) Aeroporto civile, Futuna Island

## NS - Samoa
- NSAP Aeroporto civile, Apia - Upolu Island
- NSAU (Codice IATA = AAU) Aeroporto di Asau, Asau
- NSFA (Codice IATA = APW) Aeroporto di Faleolo, Apia
- NSFI (Codice IATA = FGI) Aeroporto di Fagali'i, Apia
- NSMA (Codice IATA = MXS) Aeroporto di Maota, isola di Savai'i

## NS - Samoa Americane
- NSTU (Codice IATA = PPG) Aeroporto Tutuila International, Pago Pago

## NT - Polinesia Francese
- NTAA Aeroporto civile, Tahiti-Faaa
- NTAR (Codice IATA = RUR) Aeroporto civile, Rurutu
- NTAT (Codice IATA = TUB) Aeroporto MATAURA AIRPORT, Tubuai
- NTGA (Codice IATA = AAA) Aeroporto di Anaa, atollo di Anaa
- NTGB (Codice IATA = FGU) Aeroporto civile, Fangatau
- NTGC (Codice IATA = TIH) Aeroporto civile, Tikehau
- NTGD (Codice IATA = APK) Aeroporto civile, Apataki
- NTGE (Codice IATA = REA) Aeroporto civile, Reao
- NTGF (Codice IATA = FAV) Aeroporto civile, Fakarava
- NTGG Aeroporto civile, Nengo Nengo
- NTGH (Codice IATA = HHZ) Aeroporto civile, Hikueru
- NTGI (Codice IATA = XMH) Aeroporto civile, Manihi
- NTGJ Aeroporto civile, Totegegie
- NTGK (Codice IATA = KKR) Aeroporto civile, Kaukura Atoll
- NTGM (Codice IATA = MKP) Aeroporto civile, Makemo
- NTGN (Codice IATA = NAU) Aeroporto civile, Napuka Island
- NTGO (Codice IATA = TKV) Aeroporto civile, Tatakoto
- NTGP (Codice IATA = PKP) Aeroporto civile, Puka Puka
- NTGQ (Codice IATA = PUK) Aeroporto civile, Pukarua
- NTGR Aeroporto civile, Aratica
- NTGT Aeroporto civile, Takapoto
- NTGT (Codice IATA = TKX) Aeroporto civile, Takaroa / Takapoto
- NTGU (Codice IATA = AXR) Aeroporto civile, Arutua
- NTGV (Codice IATA = MVT) Aeroporto civile, Mataiva
- NTGW (Codice IATA = NUK) Aeroporto civile, Nukutavake
- NTGY Aeroporto civile, Tureia
- NTHE Aeroporto civile, Ahe
- NTKF Aeroporto civile, Faaite
- NTKH (Codice IATA = FHZ) Aeroporto civile, Fakahina
- NTKM Aeroporto civile, Takume
- NTKR (Codice IATA = TKX) Aeroporto civile, Takaroa
- NTMD (Codice IATA = NHV) Aeroporto civile, Nuku Hiva
- NTMN (Codice IATA = HIX) Aeroporto civile, Hiva Oa
- NTMP (Codice IATA = UAP) Aeroporto civile, Ua Pou
- NTMU (Codice IATA = UAH) Aeroporto civile, Ua Huka
- NTTB (Codice IATA = BOB) Aeroporto civile, Bora Bora
- NTTE Aeroporto civile, Tetiaroa
- NTTG (Codice IATA = RGI) Aeroporto civile, Rangiroa Island
- NTTH (Codice IATA = HUH) Aeroporto civile, Huahine Island
- NTTM (Codice IATA = MOZ) Aeroporto civile, Moorea
- NTTO (Codice IATA = HOI) Aeroporto civile, Hao Island
- NTTP (Codice IATA = MAU) Aeroporto civile, Maupiti Island
- NTTR (Codice IATA = RFP) Aeroporto civile, Raiatea Island
- NTTX Aeroporto civile, Mururoa
- NTUV (Codice IATA = VHZ) Aeroporto civile, Vahitahi

## NV - Vanuatu
- NVSA Aeroporto civile, Ablow
- NVSC (Codice IATA = SLH) Aeroporto Vanua Lava, Sola
- NVSD Aeroporto civile, Lo-Linua
- NVSE (Codice IATA = EAE) Aeroporto civile, Emae
- NVSF (Codice IATA = CCV) Aeroporto civile, Craig Cove
- NVSG (Codice IATA = LOD) Aeroporto civile, Longana
- NVSH (Codice IATA = SSR) Aeroporto civile, Sara
- NVSI Aeroporto civile, Paama Tavie
- NVSL (Codice IATA = LPM) Aeroporto Malekula, Lamap
- NVSM (Codice IATA = MWF) Aeroporto Naone, Maewo
- NVSM (Codice IATA = LNB) Aeroporto civile, Lamen Bay
- NVSO (Codice IATA = LNE) Aeroporto civile, Lonorore
- NVSP (Codice IATA = NUS) Aeroporto civile, Norsup
- NVSQ Aeroporto civile, Gaua
- NVSR (Codice IATA = RCL) Aeroporto civile, Redcliffe
- NVSS Aeroporto Pekoa Airport, Santo
- NVST (Codice IATA = TGH) Aeroporto civile, Tongoa
- NVSU (Codice IATA = ULB) Aeroporto civile, Ulei
- NVSV (Codice IATA = VLS) Aeroporto civile, Valesdir
- NVSW (Codice IATA = WLH) Aeroporto civile, Walaha
- NVSX (Codice IATA = SWJ) Aeroporto civile, South West Bay
- NVSZ Aeroporto civile, North West Santo
- NVVA Aeroporto civile, Anatom
- NVVB (Codice IATA = AWD) Aeroporto civile, Aniwa
- NVVD (Codice IATA = DLY) Aeroporto civile, Dillons Bay
- NVVI (Codice IATA = IPA) Aeroporto civile, Ipota
- NVVJ Aeroporto civile, Forari
- NVVK Aeroporto civile, Lenakel
- NVVQ (Codice IATA = UIQ) Aeroporto civile, Quine Hill
- NVVV (Codice IATA = VLI) Aeroporto Bauerfield Efate, Port Vila

## NW - Nuova Caledonia
- NWWA (Codice IATA = TGJ) Aeroporto civile, Tiga - Loyalty Islands
- NWWB Aeroporto civile, Bourail Poe
- NWWC Aeroporto WALA, Ile Art - Belep Island
- NWWD (Codice IATA = KNQ) Aeroporto civile, Koné
- NWWE (Codice IATA = ILP) Aeroporto Moue, Ile Des Pins
- NWWF Aeroporto civile, Voh
- NWWH Aeroporto civile, Houaïlou
- NWWI (Codice IATA = HNG) Aeroporto civile, Hienghene
- NWWJ (Codice IATA = PUV) Aeroporto civile, Poum
- NWWK (Codice IATA = KOC) Aeroporto civile, Koumac
- NWWL (Codice IATA = LIF) Aeroporto Ouanaham, Lifou - Loyalty Islands
- NWWM Aeroporto civile, Numea
- NWWN (Codice IATA = GEA) Aeroporto Magenta, Numea
- NWWO (Codice IATA = IOU) Aeroporto Edmone Cane, Ile Ouen
- NWWP Aeroporto civile, Poum
- NWWQ (Codice IATA = PDC) Aeroporto Nickel, Mueo
- NWWR (Codice IATA = MEE) Aeroporto civile, Mare La Roche - Loyalty Islands
- NWWS Aeroporto civile, Plaine Des Lacs
- NWWT Aeroporto civile, La Foa Quatom
- NWWU (Codice IATA = TOU) Aeroporto civile, Touho
- NWWV (Codice IATA = UVE) Aeroporto Ouloup, Ouvéa
- NWWW (Codice IATA = NOU) Aeroporto Tontouta, Numea
- NWWX Aeroporto civile, Canala
- NWWY Aeroporto civile, Ouaco-Paquiepe

## NZ - Nuova Zelanda
- NZAA (Codice IATA = AKL) Aeroporto di Auckland, Auckland
- NZAE Aeroporto civile, Mount Tarawera
- NZAG Aeroporto civile, Matarangi
- NZAH Aeroporto civile, Taharoa Ironsands
- NZAL Aeroporto civile, Avalon
- NZAN Aeroporto civile, Arthurs Point
- NZAP (Codice IATA = TUO) Aeroporto civile, Teupo / Taura
- NZAR (Codice IATA = AMZ) Aeroporto civile, Ardmore
- NZAS (Codice IATA = ASG) Aeroporto civile, Ashburton
- NZBA Aeroporto civile, Balclutha
- NZBB Aeroporto civile, Boyd
- NZBC Aeroporto civile, Asb Bank Centre
- NZBE Aeroporto civile, Berridale
- NZBH Aeroporto civile, Bethells
- NZBL Aeroporto civile, Broadlands
- NZBM (Codice IATA = BHE) Aeroporto Woodbourne Air Station, Blenheim
- NZBO Aeroporto civile, Moeraki Boulders
- NZBR Aeroporto civile, The Brothers
- NZBU Aeroporto civile, Burnham
- NZBY Aeroporto civile, Bealey
- NZCA Aeroporto civile, Campbell Island
- NZCB Aeroporto civile, Centre Bush
- NZCC Aeroporto civile, Cape Campbell
- NZCH (Codice IATA = CHC) Aeroporto Internazionale di Christchurch, Christchurch
- NZCI (Codice IATA = CHT) Aeroporto Tuuta, Chatham Island
- NZCM Aeroporto Williams Field Antarctic, Mcmurdo Sound
- NZCP Aeroporto civile, Coronet Peak
- NZCR Aeroporto civile, Cape Reinga
- NZCS Aeroporto civile, Cromwell Racecourse
- NZCU Aeroporto civile, Culverden
- NZCV Aeroporto civile, Cuvier Island
- NZCX (Codice IATA = CMV) Aeroporto civile, Coromandel
- NZDA (Codice IATA = DGR) Aeroporto civile, Dargaville
- NZDC Aeroporto civile, Dunedin City
- NZDD Aeroporto civile, Depdale
- NZDF Aeroporto civile, Deepfreeze
- NZDI Aeroporto civile, Dog Island
- NZDN (Codice IATA = DUD) Aeroporto di Dunedin, Momona, Dunedin
- NZDV Aeroporto civile, Dannevirke
- NZEB Aeroporto civile, Evans Bay
- NZEC Aeroporto civile, East Cape
- NZES Aeroporto civile, Wharepapa South
- NZFF Aeroporto civile, Forest Field
- NZFH (Codice IATA = FGL) Aeroporto civile, Fox Glacier
- NZFI Aeroporto civile, Feilding
- NZFP Aeroporto civile, Pine Park
- NZFR Aeroporto civile, Forest
- NZFY Aeroporto civile, Ferry
- NZGA Aeroporto civile, Galatea
- NZGB (Codice IATA = GBZ) Aeroporto civile, Great Barrier Island
- NZGC Aeroporto civile, Gore
- NZGF Aeroporto civile, Gulf
- NZGG Aeroporto civile, Golden Gate Lodge
- NZGH Aeroporto civile, Greenhithe
- NZGI Aeroporto civile, Eliporto Garden City, Christchurch
- NZGM (Codice IATA = GMN) Aeroporto civile, Greymouth
- NZGO Aeroporto civile, Glenroy
- NZGR Aeroporto civile, Great Mercury Island
- NZGS (Codice IATA = GIS) Aeroporto civile, Gisborne
- NZGT Aeroporto civile, Glentanner
- NZGY Aeroporto civile, Glennhorchy
- NZHA Aeroporto civile, Hawera
- NZHB Aeroporto civile, Hobsobville
- NZHD Aeroporto civile, Whitford
- NZHK (Codice IATA = HKK) Aeroporto civile, Hokitika
- NZHL Aeroporto civile, Henley
- NZHN (Codice IATA = HLZ) Aeroporto civile, Hamilton
- NZHS Aeroporto civile, Hastings
- NZJA Aeroporto civile, Tauranga Water
- NZJD Aeroporto civile, Dannevirke Hospital
- NZJG Aeroporto civile, Gisborne Hospital
- NZJM Aeroporto civile, Palmerston North Hospital
- NZJN Aeroporto civile, North Shore Hospital
- NZJO Aeroporto civile, Rotorua Hospital
- NZJP Aeroporto civile, Te Puia Springs Hosp.
- NZJQ Aeroporto civile, Taranaki Base Hospital
- NZJR Aeroporto civile, Whangarei Hospital
- NZJT Aeroporto civile, Taumarunui Hospital
- NZJU Aeroporto civile, Wanganui Hospital
- NZJW Aeroporto civile, Waikato Hospital
- NZJX Aeroporto civile, Middlemore Hospital
- NZJY Aeroporto civile, Wairoa Hospital
- NZKB Aeroporto civile, Kilbirnie
- NZKE Aeroporto Stoney Ridge, Waiheke
- NZKF Aeroporto civile, Kaipara Flats
- NZKI Aeroporto civile, Kaikoura
- NZKK (Codice IATA = WGN) Aeroporto civile, Waitangi Kerikeri - Kke - Bay Of Islands
- NZKL Aeroporto civile, Kelburn
- NZKM Aeroporto civile, Karamea
- NZKN Aeroporto civile, Kinleith
- NZKO (Codice IATA = KKO) Aeroporto civile, Kaikohe
- NZKR Aeroporto civile, Karioi
- NZKS Aeroporto civile, Kaitorete Spit
- NZKT (Codice IATA = KAT) Aeroporto civile, Kaitaia
- NZKY Aeroporto civile, Kowhai
- NZLB Aeroporto civile, Steep Head
- NZLD Aeroporto civile, Limestone Downs
- NZLE Aeroporto civile, Lake Stadion
- NZLR Aeroporto civile, Rotorua Lakes
- NZLT Aeroporto civile, Lake Taupo
- NZLU Aeroporto civile, Lumsden
- NZLV Aeroporto civile, Lees Valley
- NZLX (Codice IATA = ALR) Aeroporto civile, Alexandra
- NZMA (Codice IATA = MTA) Aeroporto civile, Matamata
- NZMB (Codice IATA = MHB) Aeroporto civile, Auckland Mechanics Bay
- NZMC (Codice IATA = MON) Aeroporto HERMITAGE, Mount Cook
- NZMD Aeroporto civile, Medbury
- NZME Aeroporto civile, Mercer
- NZMF (Codice IATA = MFN) Aeroporto civile, Milford Sound
- NZMG Aeroporto civile, Mangere
- NZMH Aeroporto civile, Mount Hutt Station
- NZMI Aeroporto civile, Mosgiel
- NZMJ Aeroporto civile, Martin's Bay
- NZMK (Codice IATA = MZP) Aeroporto civile, Motueka
- NZML Aeroporto civile, Molesworth
- NZMM Aeroporto civile, Mangamarie
- NZMN Aeroporto civile, Momona
- NZMO Aeroporto civile, Manapouri
- NZMP Aeroporto civile, Moa Point
- NZMQ Aeroporto civile, Oaonui
- NZMR Aeroporto civile, Murchison
- NZMS (Codice IATA = MRO) Aeroporto civile, Masterton
- NZMT Aeroporto Martinborough, Moto
- NZMU Aeroporto civile, Moko Hinau
- NZMW Aeroporto civile, Makarora
- NZMX Aeroporto civile, Maxwell
- NZMY Aeroporto civile, Mihi
- NZMZ Aeroporto civile, Matakana Island
- NZND Aeroporto civile, Norsewood
- NZNE (Codice IATA = NPE) Aeroporto HASTINGS, Napier
- NZNH Aeroporto civile, Port Nelson
- NZNL Aeroporto civile, Newlands
- NZNP (Codice IATA = NPL) Aeroporto civile, New Plymouth
- NZNR Aeroporto civile, Napier
- NZNS (Codice IATA = NSN) Aeroporto civile, Nelson
- NZNV (Codice IATA = IVC) Aeroporto civile, Invercargill
- NZNW Aeroporto civile, Ngawihi
- NZNY Aeroporto civile, Hornby
- NZOA Aeroporto civile, Omarama
- NZOD Aeroporto civile, Woodend
- NZOG Aeroporto civile, Otago Harbour
- NZOH (Codice IATA = OHA) Aeroporto Ohakea Air Base, Ohakea
- NZOI Aeroporto civile, Motiti Island
- NZOK (Codice IATA = PCN) Aeroporto KOROMIKO, Picton
- NZOM Aeroporto civile, Omaka
- NZOO Aeroporto civile, Paraparaumu
- NZOO Aeroporto civile, Otorohanga
- NZOP Aeroporto civile, Opotiki
- NZOR Aeroporto civile, Ohura
- NZOT Aeroporto civile, Westpoint
- NZOU (Codice IATA = OAM) Aeroporto civile, Oamaru
- NZOX Aeroporto civile, Okiwi Station
- NZPA Aeroporto civile, Pahiatua
- NZPH Aeroporto civile, Paihia / Pudding Hill
- NZPI Aeroporto civile, Parakai
- NZPK Aeroporto civile, Pikes Point
- NZPM (Codice IATA = PMR) Aeroporto civile, Palmerston North
- NZPN Aeroporto civile, Picton
- NZPO Aeroporto civile, Porongahau
- NZPP (Codice IATA = PPQ) Aeroporto di Paraparaumu, Paraparaumu
- NZPR Aeroporto civile, Downtown
- NZPT Aeroporto civile, Petone
- NZPU Aeroporto civile, Porirua
- NZPW Aeroporto civile, Porirua Harbour
- NZPY Aeroporto civile, Puysegur Point
- NZQN (Codice IATA = ZQN) Aeroporto Frankton International, Queenstown
- NZQT Aeroporto civile, Quitin
- NZQW Aeroporto civile, Queens Wharf
- NZRA (Codice IATA = RAG) Aeroporto civile, Raglan
- NZRC Aeroporto civile, Ryan's Creek
- NZRD Aeroporto civile, Miranda
- NZRG Aeroporto civile, Rangiotu
- NZRH Aeroporto civile, Raetihi
- NZRK Aeroporto civile, Rangitaiki
- NZRN Aeroporto civile, Raoul Island, Kermadec Island
- NZRO (Codice IATA = ROT) Aeroporto Lakefront, Rotorua
- NZRR Aeroporto civile, Riverton
- NZRT Aeroporto civile, Rangiora
- NZRU Aeroporto civile, Waiouru
- NZRV Aeroporto civile, Reeve
- NZRW Aeroporto civile, Ruawai
- NZRX Aeroporto civile, Roxburgh
- NZRY Aeroporto civile, Mount Mary
- NZSD Aeroporto civile, Stratford
- NZSG Aeroporto civile, Scargill
- NZSH Aeroporto civile, Slope Hill
- NZSJ Aeroporto civile, Kensington Park
- NZSL Aeroporto civile, Springhill
- NZSO Aeroporto civile, Marlborough Sounds
- NZSP Aeroporto civile, Stephen's Island / South Pole Station
- NZSW Aeroporto civile, Swampy
- NZSY Aeroporto civile, Surrey
- NZTA Aeroporto civile, Te Aroha
- NZTE Aeroporto civile, Te Kowhai
- NZTG (Codice IATA = TRG) Aeroporto civile, Tauranga / Tauranga Hospital
- NZTH (Codice IATA = TMZ) Aeroporto civile, Thames
- NZTI Aeroporto civile, Taieri
- NZTK (Codice IATA = TKF) Aeroporto civile, Takaka
- NZTK (Codice IATA = KTF) Aeroporto civile, Takamatsu
- NZTL Aeroporto civile, Lake Tekapo
- NZTM Aeroporto civile, Taumarunui Hospital
- NZTN Aeroporto civile, Turangi
- NZTO (Codice IATA = TKZ) Aeroporto civile, Tokoroa
- NZTR Aeroporto civile, Tory
- NZTS (Codice IATA = THH) Aeroporto civile, Taharoa Ironsands
- NZTT Aeroporto civile, Te Kuiti / Taieri
- NZTU (Codice IATA = TIU) Aeroporto civile, Timaru
- NZTW Aeroporto civile, Tauranga Water
- NZTX (Codice IATA = TEU) Aeroporto civile, Lake Te Anau
- NZTY Aeroporto civile, Titahi Bay
- NZTZ (Codice IATA = TEU) Aeroporto civile, Te Anau
- NZUA Aeroporto civile, Maui A
- NZUB Aeroporto civile, Maui B
- NZUK Aeroporto civile, Pukaki
- NZUN Aeroporto civile, Pauanui
- NZVL Aeroporto civile, Mandeville
- NZVR Aeroporto civile, Valley Road / Taihape
- NZWA Aeroporto civile, Chatham Island-Waitangi
- NZWB Aeroporto civile, Woodbourne
- NZWC Aeroporto civile, Waimea Estuary Nelson
- NZWD Aeroporto civile, Weydon
- NZWF (Codice IATA = WKA) Aeroporto civile, Wanaka
- NZWG Aeroporto civile, Wigram
- NZWI Aeroporto civile, Waiuku
- NZWK (Codice IATA = WHK) Aeroporto civile, Whakatane
- NZWL Aeroporto civile, West Melton
- NZWM Aeroporto civile, Waimate
- NZWN (Codice IATA = WLG) Aeroporto di Wellington, Wellington
- NZWO Aeroporto civile, Wairoa
- NZWP Air Base, Whenuapai
- NZWR (Codice IATA = WRE) Aeroporto civile, Whangarei
- NZWS (Codice IATA = WSZ) Aeroporto civile, Westport
- NZWT (Codice IATA = WTZ) Aeroporto civile, Whitianga
- NZWU (Codice IATA = WAG) Aeroporto civile, Wanganui
- NZWV Aeroporto civile, Waihi Beach
- NZWY Aeroporto civile, Waverley
- NZYH Aeroporto civile, Waitemata Harbour
- NZYK Aeroporto civile, Monterey Park
- NZYP Aeroporto civile, Waipukurau
- NZYW Aeroporto civile, Eyre Well